# Johannes Schütte
Johannes Bernard Schütte SVD (* 23. April 1913 in Essen (Oldenburg); † 18. November 1971 in Rom) war ein deutscher römisch-katholischer Ordensgeistlicher und Generalsuperior der Steyler Missionare.

## Leben
Johannes Schütte trat 1926 in Steyl der Ordensgemeinschaft der Steyler Missionare bei und legte 1934 die Profess ab. Schütte studierte Philosophie und Katholische Theologie im Missionshaus St. Gabriel in Maria Enzersdorf. Er empfing am 24. August 1939 in Mödling das Sakrament der Priesterweihe. Schütte ging 1940 als Missionar nach China.
1948 ernannte ihn Papst Pius XII. zum Apostolischen Präfekten von Xinxiang. Nach der Machtübernahme durch die Kommunistische Partei Chinas und der Ausrufung der Volksrepublik China wurde Johannes Schütte inhaftiert und 1951 schließlich des Landes verwiesen. Danach studierte er Missionswissenschaft an der Westfälischen Wilhelms-Universität Münster und wurde 1955 in diesem Fach promoviert. Anschließend lehrte Schütte an der Philosophisch-Theologischen Hochschule St. Augustin. 1957 wurde er erster Missionssekretär beim Generalat der Steyler Missionare in Rom.
Am 28. März 1958 wurde Johannes Schütte zum Generalsuperior der Steyler Missionare gewählt. Schütte nahm an allen vier Sitzungsperioden des Zweiten Vatikanischen Konzils teil und wirkte bei der Abfassung des Missionsdekretes Ad gentes mit. 1967 nahm er an der ersten ordentlichen Generalversammlung der Bischofssynode teil. Nachdem seine Amtszeit als Generalsuperior der Steyler Missionare am 15. Dezember 1967 geendet hatte, wurde er 1968 Vizesekretär der Päpstlichen Kommission für Gerechtigkeit und Frieden.
Johannes Schütte starb am 18. November 1971 in Rom an den Folgen eines Autounfalls und fand seine letzte Ruhestätte auf dem Friedhof des Mutterhauses der Steyler Missionare in Steyl.